# Manx elektriska järnväg

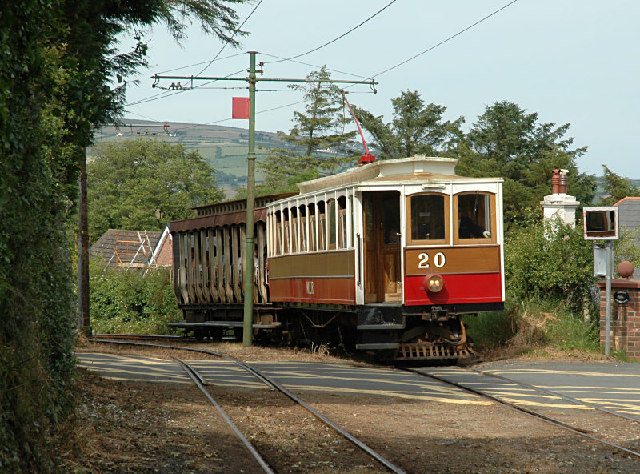
Motorvagn nummer 20 med släpvagn.

Manx Elektriska Järnväg är en järnväg på Isle of Man som förbinder städerna Douglas, Laxey och Ramsey. Den har förbindelse med Douglas hästspårväg vid den södra terminalen vid Derby Castle och med Snaefells bergbana vid Laxeystationen. Det har gjort den populär för många besökare.

## Linjen
Linjen har en spårbredd på 914 millimeter och den är 27,4 kilometer lång. Tågen drivs med en överhängande ledning som har 500 volt likspänning. Linjen trafikeras året om, även om det vintertid inte är så många avgångar. Järnvägsvagnarna är ifrån tiden mellan år 1893 till år 1910 det gör dem till de äldsta järnvägsvagnar i världen som går i trafik på sin ursprungliga linje. Manx Elektriska Järnväg ägs och drivs av Isle of Man Transport.

## Historia

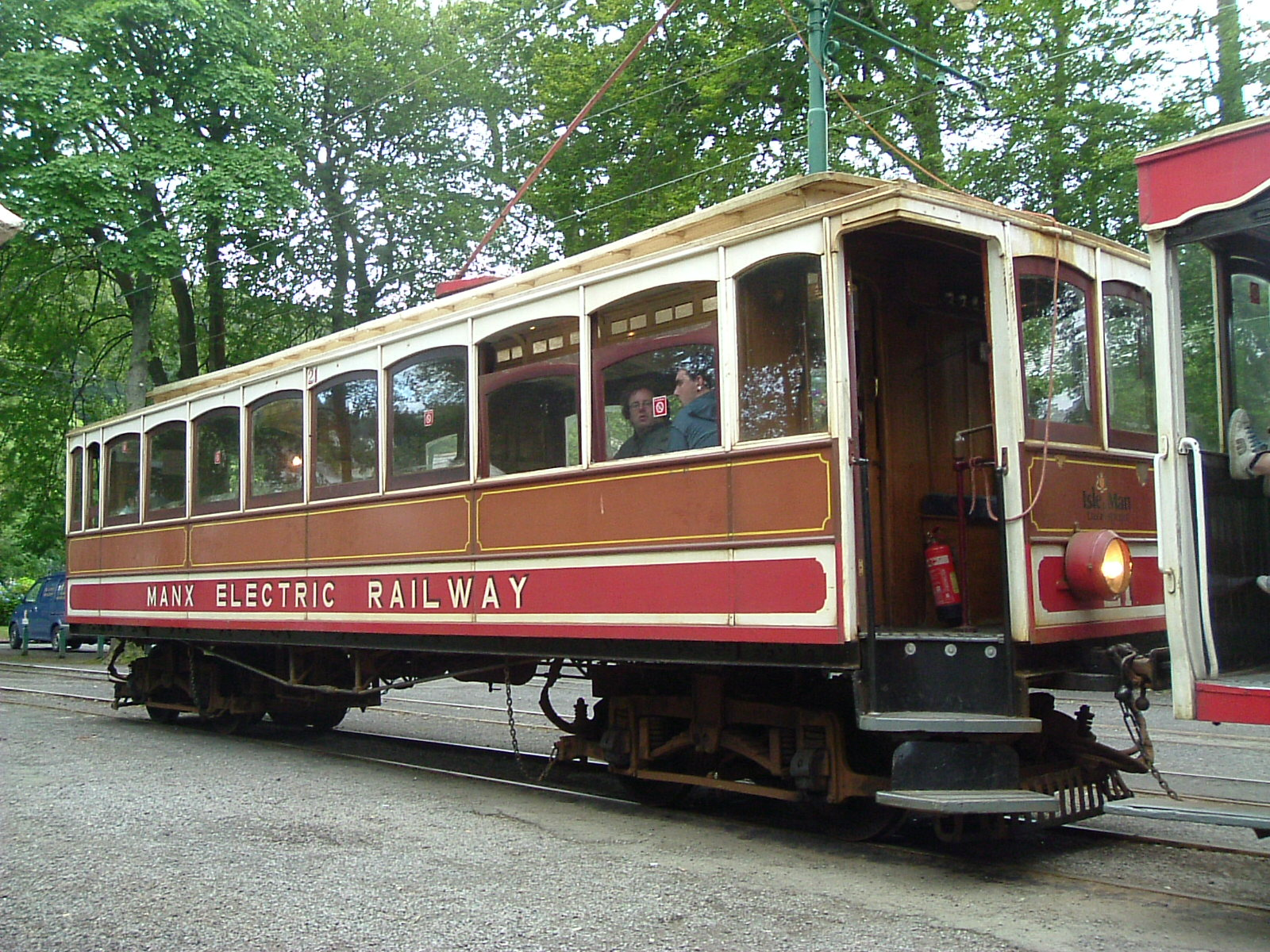
Motorvagn nummer 21.

Den första delen av linjen mellan Douglas och Groudle Glen öppnades år 1893, år 1894 nådde den Laxey och 1899, Ramsey. De som ursprungligen började med linjebygget mellan Douglas och Groudle Glen var ett företag som hette Douglas Bay Estates Ltd, men på grund av ekonomiska problem såldes linjen vidare. Den hamnade hos Manx Electric Railway Co. Ltd., som drev linjen i cirka 50 år. När sedan Manx Electric Railway Co. Ltd fick ekonomiska problem år 1957 övertogs linjen av Isle of Mans regering.

## Linjens stationer
- Derby Castle, Douglas
- Groudle
- Baldrine
- Ballageg station
- South Cape
- Laxey
- Minorca station
- Dhoon
- Ballaglass
- Ballajora
- Ramsey, Isle of Man